# Carlo Legutti
Carlo Legutti (29 de novembro de 1912, data de morte desconhecida) foi um ciclista italiano que representou a Itália nos Jogos Olímpicos de 1936 em Berlim, na União Soviética.